# HMS Decoy (H75)
Pour les autres navires du même nom, voir HMS Decoy.
Le HMS Decoy, rebaptisé NCSM Kootenay en 1943, est un destroyer de classe D de la Royal Navy qui a servi le Royaume-Uni puis le Canada entre 1933 et 1946.

## Historique
Commandé en 1931, le navire est construit par la Palmers Shipbuilding and Iron Company et entre en service en 1933. Le Decoy devait initialement être assigné à la Mediterranean Fleet mais il a finalement été transféré à la China Station au début de l’année 1935. Durant la crise abyssinienne, le Decoy est déployé quelque temps en mer Rouge (fin 1935) avant de retourner en Asie, où il reste jusqu’à la mi-1939. Le Decoy est à nouveau assigné au service de la Mediterranean Fleet avant le déclenchement de la Seconde Guerre mondiale, en septembre 1939. Il sert alors brièvement en Afrique de l’Ouest où il est chargé d’escorter certains convois, avant de retourner en Méditerranée. Le Decoy participe ensuite à la bataille de Calabre, durant laquelle il ne subit pas de dommage important et rejoint ensuite à nouveau la Mediterranean Fleet.
En avril-mai 1941, le Decoy participe à l’évacuation en Égypte des troupes alliées présentes en Grèce continentale et en Crète. Le 22 mai, il sauve ainsi le roi Georges II de Grèce, son cousin le prince Pierre et le gouvernement grec, qui sont transportés du sud de la Crète à Alexandrie. À partir de juin, le Decoy escorte des convois de ravitaillement jusqu’à Tobrouk, en Libye, mais il est bientôt endommagé lors d’une collision en novembre. Placé en réparations, il n’est remis en service qu’en février 1942. Le mois suivant, il est transféré dans l’océan Indien et y reste jusqu’en septembre, moment où il est rappelé en Grande-Bretagne. De novembre 1942 à avril 1943, il est utilisé comme escort destroyer puis confié à la Marine royale canadienne. Rebaptisé NCSM Kootenay, le navire continue à protéger d’autres vaisseaux se déplaçant dans l’Atlantique jusqu’au début 1944. En mai de cette année, il revient auprès des côtes britanniques afin de protéger les constructions destinées à l’operation Overlord. Le Kootenay participe alors au sabordage de trois sous-marins allemands (U-678, U-621 et U-984) entre juillet et septembre. Restauré au Canada entre octobre 1944 et février 1945, il revient une nouvelle fois dans la Manche en avril afin de protéger les troupes alliées contre les derniers efforts de la Kriegsmarine.
En mai 1945, le Kootenay sert au transport de troupes dans les eaux canadiennes avant d’être placé en réserve en octobre. Le navire est finalement démantelé en 1946.